# Мирна
„Мирна“ е българско списание, изцяло посветено на съвременното православно богословие в България. Първото му издание е от 1996 година.
Публикува богословски, научни и общи информационни материали. Издава се от фондация „Покров Богородичен“. Тиражът му е около 2000 броя, излиза веднъж на тримесечие. Утвърдено е сред специализираните в областта си издание, между първите, появили се след промените от 1989 година.
Списанието излиза до края на 2008 г. Фондация „Покров Богородичен“ издава по-популярното списание „Свет“ от 2010 г.